# General der Nachrichtentruppe
General der Nachrichtentruppe (literalmente: General das Tropas de Comunicação) foi um cargo, não uma patente, dentro da Wehrmacht, a partir de 1940.
Este cargo era equivalente ao General der Kavallerie, General der Infanterie, General der Flieger, entre outros. 
Apenas dois militares ocuparam este cargo:
- Erich Fellgiebel (1886-1944), de 1 de Agosto de 1940 até 20 de Julho de 1944[1]
- Albert Praun (1894-1975), de 1 de Outubro de 1944 até Maio de 1945.[1]